# روباه پرنده نیکوبار
روباه پرنده نیکوبار (نام علمی: Pteropus faunulus) نام یک گونه از سرده روباه پرنده است.